# Ологонова Ірина Ігорівна
Ірина Ігорівна Ологонова (рос. Ирина Игоревна Ологонова; нар. 21 січня 1990, село Баянгол Баргузинського району, Бурятська АРСР,  СРСР) —  російська борчиня вільного стилю, триразова срібна призерка чемпіонатів світу, чемпіонка, срібна та бронзова призерка чемпіонату Європи, дворазова срібна призерка Кубків світу.

## Біографія
Боротьбою займається з 2007 року. Була бронзовою призеркою чемпіонатів Європи (2007) та світу (2010) серед юніорів. Чемпіонка Росії 2011 та 2014 років, бронзова медалістка 2013 та 2016 років.

## Спортивні результати на міжнародних змаганнях

### Виступи на Чемпіонатах світу
| Змагання                        | Збірна | Вагова категорія          | Місце  |
| ------------------------------- | ------ | ------------------------- | ------ |
| Чемпіонат світу з боротьби 2014 | Росія  | жіноча боротьба, до 55 кг | Срібло |
| Чемпіонат світу з боротьби 2015 | Росія  | жіноча боротьба, до 55 кг | Срібло |
| Чемпіонат світу з боротьби 2016 | Росія  | жіноча боротьба, до 55 кг | Срібло |
| Чемпіонат світу з боротьби 2018 | Росія  | жіноча боротьба, до 55 кг | 8      |

### Виступи на Чемпіонатах Європи
| Змагання                         | Збірна | Вагова категорія          | Місце  |
| -------------------------------- | ------ | ------------------------- | ------ |
| Чемпіонат Європи з боротьби 2014 | Росія  | жіноча боротьба, до 55 кг | Бронза |
| Чемпіонат Європи з боротьби 2016 | Росія  | жіноча боротьба, до 55 кг | Золото |
| Чемпіонат Європи з боротьби 2018 | Росія  | жіноча боротьба, до 57 кг | Срібло |

### Виступи на Європейських іграх
| Змагання              | Збірна | Вагова категорія          | Місце |
| --------------------- | ------ | ------------------------- | ----- |
| Європейські ігри 2015 | Росія  | жіноча боротьба, до 55 кг | 5     |

### Виступи на Кубках світу
| Змагання                    | Збірна | Вагова категорія          | Місце  |
| --------------------------- | ------ | ------------------------- | ------ |
| Кубок світу з боротьби 2009 | Росія  | жіноча боротьба, до 55 кг | 8      |
| Кубок світу з боротьби 2014 | Росія  | жіноча боротьба, до 55 кг | Срібло |
| Кубок світу з боротьби 2015 | Росія  | жіноча боротьба, до 55 кг | Срібло |
| Кубок світу з боротьби 2017 | Росія  | команда                   | 5      |

### Виступи на інших змаганнях
| Змагання                                                       | Збірна | Вагова категорія          | Місце  |
| -------------------------------------------------------------- | ------ | ------------------------- | ------ |
| Золотий Гран-прі з боротьби 2010 (Красноярськ)                 | Росія  | жіноча боротьба, до 55 кг | Бронза |
| Золотий Гран-прі з боротьби 2011 (Красноярськ)                 | Росія  | жіноча боротьба, до 55 кг | 5      |
| Золотий Гран-прі з боротьби 2011 (Баку)                        | Росія  | жіноча боротьба, до 55 кг | Бронза |
| Відкритий чемпіонат Польщі з боротьби 2011                     | Росія  | жіноча боротьба, до 55 кг | 5      |
| Тестовий турнір FILA 2011                                      | Росія  | жіноча боротьба, до 55 кг | 5      |
| Відкритий чемпіонат Польщі з боротьби 2012                     | Росія  | жіноча боротьба, до 55 кг | Бронза |
| Кубок Президента Бурятської Республіки з боротьби 2013         | Росія  | жіноча боротьба, до 55 кг | Бронза |
| Меморіал Вацлава Циолковського 2013                            | Росія  | жіноча боротьба, до 55 кг | 5      |
| Всесвітні ігри бойових мистецтв 2013                           | Росія  | жіноча боротьба, до 55 кг | Золото |
| Вогні Москви 2013                                              | Росія  | жіноча боротьба, до 55 кг | Золото |
| Гран-прі «Іван Яригін» 2014                                    | Росія  | жіноча боротьба, до 55 кг | Бронза |
| Klippan Lady Open 2014                                         | Росія  | жіноча боротьба, до 55 кг | 11     |
| Чемпіонат світу з боротьби серед студентів 2014                | Росія  | жіноча боротьба, до 55 кг | Срібло |
| Відкритий чемпіонат Польщі з боротьби 2014                     | Росія  | жіноча боротьба, до 55 кг | Срібло |
| Вогні Москви 2014                                              | Росія  | жіноча боротьба, до 55 кг | Золото |
| Відкритий кубок Росії з боротьби 2014                          | Росія  | жіноча боротьба, до 55 кг | Срібло |
| Гран-прі «Іван Яригін» 2015                                    | Росія  | жіноча боротьба, до 55 кг | Золото |
| Гран-прі Німеччини з боротьби 2015                             | Росія  | жіноча боротьба, до 55 кг | Золото |
| Відкритий чемпіонат Польщі з боротьби 2015                     | Росія  | жіноча боротьба, до 53 кг | 5      |
| Кубок Алроси 2015                                              | Росія  | жіноча боротьба, до 55 кг | Золото |
| Гран-прі «Іван Яригін» 2016                                    | Росія  | жіноча боротьба, до 53 кг | 5      |
| Klippan Lady Open 2016                                         | Росія  | жіноча боротьба, до 53 кг | Бронза |
| Олімпійський кваліфікаційний турнір з боротьби 2016 (Зренянин) | Росія  | жіноча боротьба, до 53 кг | Бронза |
| Олімпійський кваліфікаційний турнір з боротьби 2016 (Стамбул)  | Росія  | жіноча боротьба, до 53 кг | 7      |
| Чемпіонат Росії з боротьби 2016                                | Росія  | жіноча боротьба, до 58 кг | Бронза |
| Кубок Європейських націй з боротьби 2016                       | Росія  | команда                   | Золото |
| Турнір Олександра Медведя 2017                                 | Росія  | жіноча боротьба, до 55 кг | Золото |
| Кубок Алроси 2017                                              | Росія  | команда                   | Золото |
| Гран-прі «Іван Яригін» 2018                                    | Росія  | жіноча боротьба, до 57 кг | 10     |
| Klippan Lady Open 2018                                         | Росія  | жіноча боротьба, до 57 кг | Бронза |
| Турнір Дана Колова — Николи Петрова 2018                       | Росія  | жіноча боротьба, до 57 кг | 5      |
| Кубок Канади з боротьби 2018                                   | Росія  | жіноча боротьба, до 57 кг | Золото |
| Чемпіонат Росії з боротьби 2018                                | Росія  | жіноча боротьба, до 57 кг | Срібло |
| Відкритий чемпіонат Польщі з боротьби 2018                     | Росія  | жіноча боротьба, до 57 кг | 5      |
| Гран-прі «Іван Яригін» 2020                                    | Росія  | жіноча боротьба, до 57 кг | 12     |

### Виступи на змаганнях молодших вікових груп
| Змагання                                       | Збірна | Вагова категорія          | Місце  |
| ---------------------------------------------- | ------ | ------------------------- | ------ |
| Чемпіонат Європи з боротьби серед кадетів 2007 | Росія  | жіноча боротьба, до 56 кг | 10     |
| Чемпіонат Європи з боротьби серед юніорів 2007 | Росія  | жіноча боротьба, до 55 кг | Бронза |
| Чемпіонат світу з боротьби серед юніорів 2010  | Росія  | жіноча боротьба, до 55 кг | Бронза |